# 杨为松
杨为松（1920年6月—2006年10月19日），男，辽宁开原人，中国传染病学家，曾任中国人民解放军第四军医大学教授、博士生导师。